# Palác arcivévody Ludvíka Viktora
Vídeňský palác arcivévody Ludvíka Viktora, německy Palais Erzherzog Ludwig Viktor, je jedním z nejvýznamnějších paláců na Ringstraße. Byl vystavěn v letech 1863–1866 na Schwarzenberském náměstí v 1. vídeňském městském okrese Vnitřní Město na nároží Schubertringu / Schwarzenbergplatzu č. 1.

## Dějiny

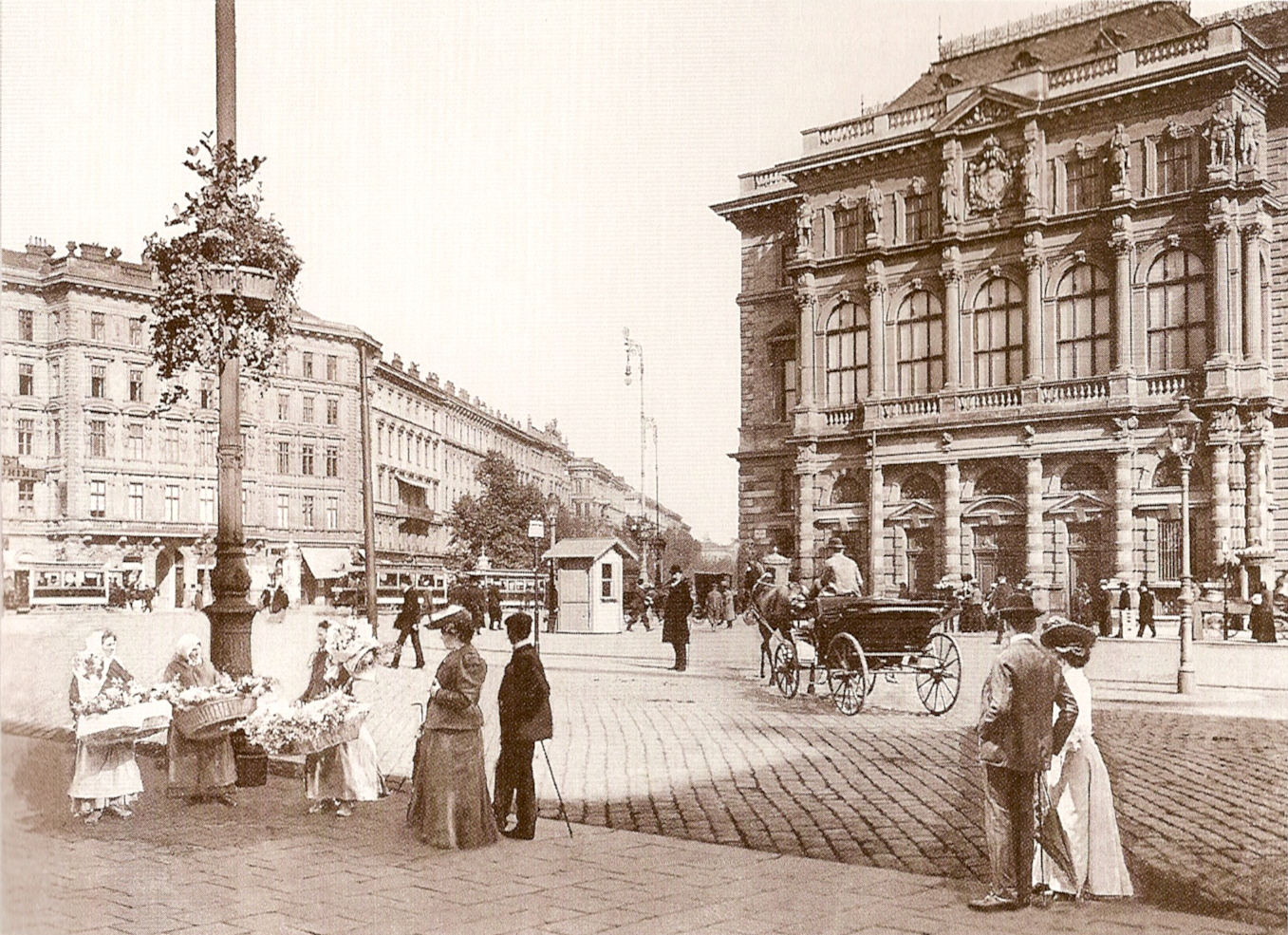
Fotomontáž, kolem roku 1900

Architekt Heinrich svobodný pán von Ferstel byl roku 1861 pověřen výstavbou pomníku pro knížete Schwarzenberga na Glacis současně s přilehlým reprezentativním náměstím nesoucí totéž jméno. Jako první ze staveb na Schwarzenbergplatzu vznikl palác arcivévoda Ludvík Viktor, mladšího bratra císaře Františka Josefa.
Sám arcivévoda však roku 1866 dokončený palác pro své mimořádné oslavy dlouho neužil, neboť „Lutziwutzi“, jak byl Ludvík Viktor nazýván svými přáteli, po některých svých - pro císařský dvůr neúnosných - skandálech vykázán císařem na zámek Kleßheim poblíž Salcburku.
Po větší rekonstrukci Roku 1910 byl palác dán k dispozici vojenskému ubytovacímu zařízení a roku 1912 byl dějištěm prvního oficiálního masopustního bálu des K.Ö.St.V. Rudolfina Wien, známého jako Rudolfina Redoute. Po rozbití monarchie ovšem došlo k právnímu sporu mezi republikou a spolkem, který se znovu rozhořel po roce 1945. Poté bylo rozhodnuto, že bude velký společenský sál dán k dispozici Burgtheateru jako zkušební a provozní scéna. To také připomíná nápis „Burgtheater im KASINO“ na fasádě. Další část vnitřních prostor dnes využívá rakouské ministerstvo hospodářství a místnosti s okny do Ringstraße jsou pronajímány restauračnímu řetězci TGI Friday's.

## Architektura

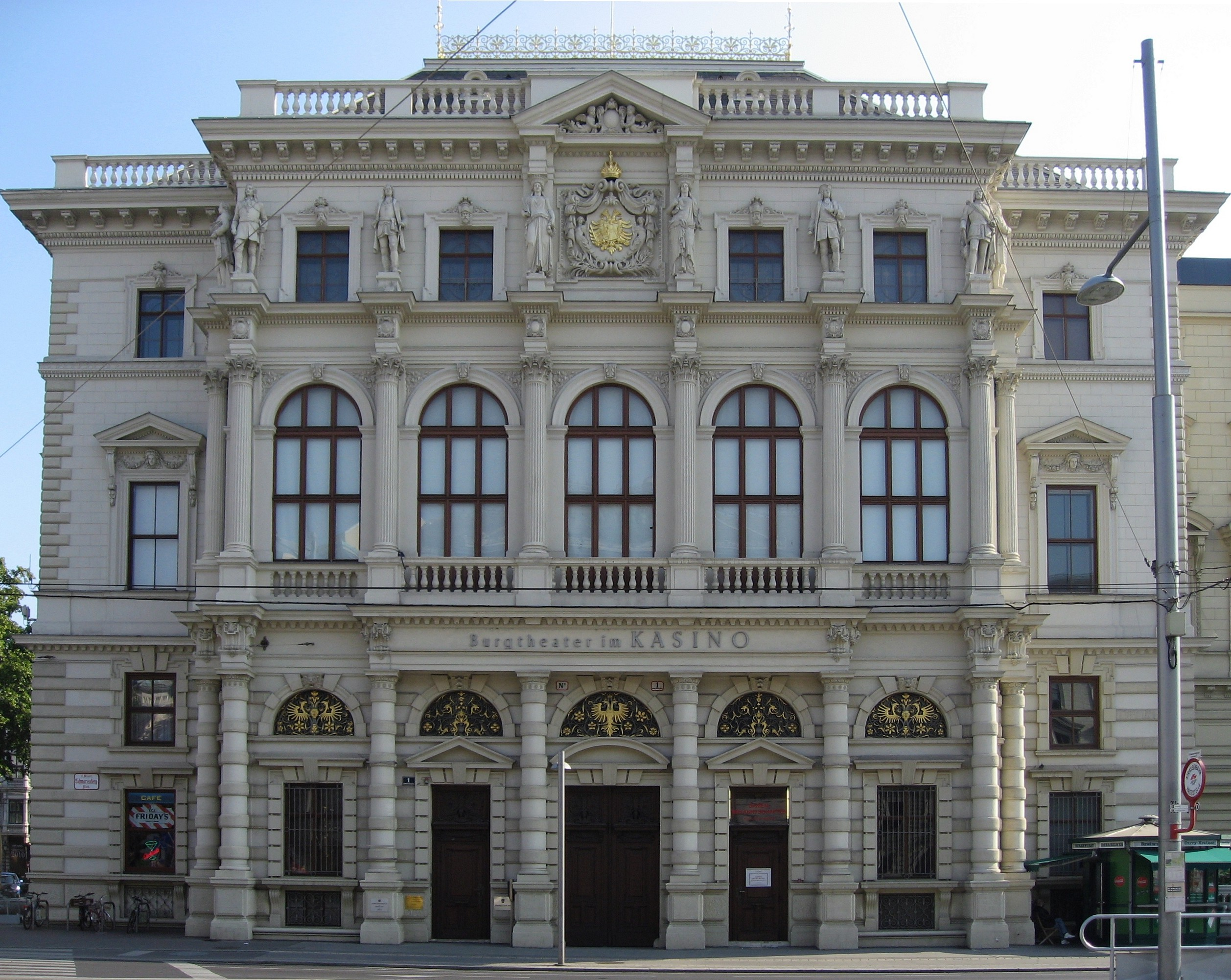
Palác ze Schwarzenberského náměstí

Palác je vystavěn v historizujícím stylu italské renesance. Hlavní fasáda směřuje na Schwarzenbergplatz a dominuje jí široký středový risalit. Členění poschodí odpovídá zamýšlenému využití budovy. Prostory v přízemí byly určeny pro stáje a vozovny pro kočáry, v mezaninu se nacházely obytné místnosti a v prvním poschodí společenský sál. Nad ním se pak nacházely byty služebnictva.
Průčelí vystupujícího středového risalitu je korunován mocnými obloukovými okny s balustrádami slavnostního sálu. Svislé je členěno řadou kulatých sloupů. V nejvyšším poschodí se nacházejí dva a půl metru vysoké sochy Mikuláše staršího hraběte ze Salmu, Arnošta Rüdigera hraběte ze Starhembergu, Ernsta Gideona z Laudonu, Josefa ze Sonnenfelsu, Johanna Fischera z Erlachu a prince Evžena Savojského. Sochy jsou společným dílem Franze Melnitzkého a Josefa Gassera.
Středová osa je osazena znakem arcivévody Ludvíka Viktora, z boku krytým karyatidami a třístranným lomenicovým štítem.

## Scéna Burgtheateru
Ačkoli již pod vedením Clause Peymanna byl palác využíván jako místo představení Burgtheateru, se kasino na Schwarzenberském náměstí stalo teprve za éry Matthiase Hartmanna (2009–2014) centrální scénou Rakouského národního divadla. Sám Hartmann zde inscenoval tři své ústřední produkce:
- 2011 Vojna a mír podle románu L. N. Tolstého
- 2012 Troja v textové úpravě Amely Joanna Haagové a Matthiase Hartmanna
- 2013 Pramáti (Die Ahnfrau) od Franze Grillpalzera

Mimoto uvedení inscenací Nach der Oper. Würgeengel od Martina Wuttkeho (podle Luise Buñuela, 2012) a Wunschloses Unglück od Katie Mitchell (podle Petera Handkeho, 2014) dosáhl velikých úspěchů u diváků a u tisku.